# Ortotanàsia
L'ortotanàsia (del grec orthos: 'recte i ajustat a la raó' i del grec thanatos: 'mort') designa l'actuació correcta davant la mort per part dels que atenen el que pateix una malaltia incurable o en fase terminal.
Per extensió, s'entén com l'actuació dels facultatius per garantir el dret del pacient a morir dignament, sense l'ús de mitjans desproporcionats i extraordinaris per al manteniment de la vida. En aquest sentit s'ha de procurar que davant malalties incurables i terminals s'actuï amb tractaments pal·liatius per evitar patiments, recorrent a mesures raonables fins que la mort arribi.
La ortotanàsia es distingeix de l'eutanàsia en què la primera mai pretén deliberadament l'avançament de la mort del pacient.